# Неттельзе
Неттельзе (нем. Nettelsee) — община в Германии, в земле Шлезвиг-Гольштейн. 
Входит в состав района Плён. Подчиняется управлению Прец-Ланд.  Население составляет 404 человека (на 31 декабря 2010 года). Занимает площадь 6,47 км².